# 朱亮 (篮球运动员)
朱亮（英語：Tommy Nixon，1991年12月27日—），生於加拿大溫哥華，中加混血兒，加拿大籃球運動員，司職小前鋒，父親是加拿大人而母親是中國人，現時效力香港甲一組籃球聯賽球隊南華。

## 早年生活
朱亮生於加拿大溫哥華，父親是加拿大人而母親是中國人，於2009年升讀加拿大英屬哥倫比亞大學，並在其五年大學籃球生涯中為校隊主力，更曾擔任校隊隊長，畢業前的一季，他入選CIS全國第二陣容及西部最佳陣容場，並憑均20.8分獲得西部得分王和，領前全CIS聯盟罰球247次命中202個拿下球員生涯最高的45分（UBC校史第三高），加上53個搶斷和232個籃板以及三分球命中率達50.8%，結果朱亮以57.8%命中率領銜2014/15球季，並且於2015獲徵召入選加拿大大學生國家隊出戰在韓國舉行的世界大學生運動會。

## 球員生涯
朱亮於2016年來港加盟南華，惟他需按照香港籃球總會規定在港連續居住滿一年，才有資格符合居港球員資格參戰甲一聯賽，直到2017年7月隨著南華的加拿大籍球員余理洋將成為香港永久居民轉為本地球員，令南華將有1個居港球員名額由朱亮頂上。
2018年1月6日，他於對遊協的籃總盃分組賽，首度代表南華在籃總聯賽體系的賽事上陣，並錄得11分，但最終也協助南華以91–61大勝。結果他於2月11日的籃總盃決賽，獨取32分協助南華擊敗永倫，兼奪得加盟後的首個錦標。

## 外部連結
- 朱亮在Eurobasket.com（球員）（英语）